# Complesso industriale della Ferromin S.A.
Il complesso industriale della Ferromin S.A., conosciuto anche come "Area ex-Ferromin" o "Vecchie Fornaci", è un edificio storico della città di Porto Torres. Gestito dalla società siderurgia mineraria Ferromin fino agli anni sessanta, è stato per anni la spina dorsale dell'economia cittadina.
In disuso dal 1985, rimane tuttora in precario stato di conservazione a causa di dispute legali fra i vari proprietari dell'immobile. Nei suoi pressi sono presenti il ponte romano e la batteria antinave di ponte romano, due punti di riferimento storici di Porto Torres.

## L'edificio

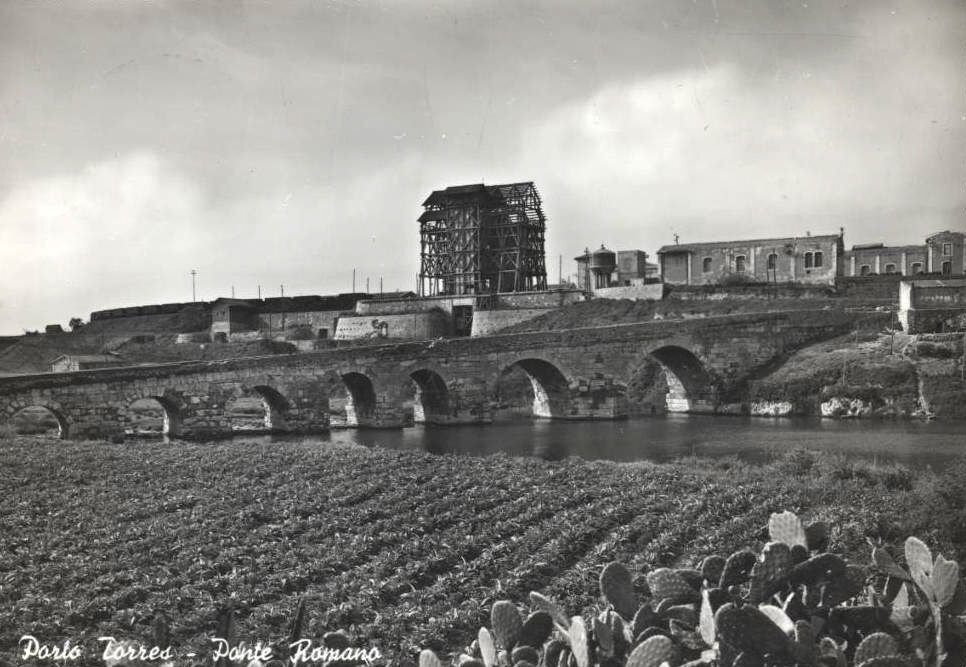
Il complesso negli anni cinquanta visto dall'altra sponda del Riu Mannu. In primo piano il ponte romano.

Notevole esempio di archeologia industriale, precedente allo sviluppo petrolchimico della SIR. Si trattava di un distaccamento della vicina miniera di Canaglia. Da qui inoltre i lavoratori della miniera partivano per recarsi nella Nurra, dove si trovava la miniera. Tutto questo fino alla prima metà degli anni sessanta, quando iniziò la crisi che portò alla chiusura. Oltre ai sili per lo stoccaggio del minerale, vi erano i forni per l’arricchimento del minerale (le fornaci oggi visibili). Nel sito di Ponte Romano, si trovavano inoltre posizionate diverse installazioni industriali legate all’attività della miniera come officine, magazzini, uffici ed un’ampia e moderna stazione ferroviaria la quale collegava giorno e notte Ponte romano con Canaglia per il trasporto dei vagoni con il minerale di ferro. I familiari dei dipendenti turritani spesso e volentieri si recavano a Canaglia servendosi del treno aziendale (arrivi e partenze da Ponte romano) i quali, previa autorizzazione, prendevano posto unitamente ai lavoratori pendolari nell’ultimo vagone agganciato al convoglio medesimo. In occasione delle festività principali i vagoni passeggeri venivano duplicati, perché tantissime erano le persone che desideravano arrivare a Canaglia, come ad esempio nel giorno di Santa Barbara, patrono dei minatori.
Posta la Ferromin S.A. in liquidazione, il complesso edilizio originario venne scorporato ed acquistato da vari privati compreso l'edificio principale, che venne rilevato da un imprenditore locale che ne fece un locale pubblico con il nome Risto dance "Le fornaci", ovvero creando una discoteca con annesso ristorante. Se tutti gli altri fabbricati del complesso rimangono ancora utilizzati, l'attività commerciale avviata nell'edificio principale terminò negli anni ottanta, lasciando l'edificio principale in stato di abbandono. Deceduto il proprietario unico, il fabbricato passò in eredità a più persone le quali avviarono varie dispute legali sulla proprietà.